# 本郷通 (札幌市)
本郷通（ほんごうどおり）とは、北海道札幌市白石区にある地名、または道路である。本通の南西、南郷通の北東に位置し、1丁目から13丁目まである。

## 歴史
本郷通商店街の歴史も参照。
本郷通の名称は、1956年（昭和31年）から始まった土地区画整理事業において、本通と南郷通の間にある地区として両者の1文字を取り制定されたもので、それまでは「南郷」の一部であった。

## 隣接地区
- 東：本通、南郷通（白石藻岩通を境界とする） - 終端正面区画にスーパー銭湯「湯めごこち南郷の湯」が立地。
- 西：東札幌、中央（環状通を境界とする）
- 南：南郷通
- 北：本通

## 住所
| 町丁                    | 郵便番号 |
| ----------------------- | -------- |
| 本郷通1丁目北～13丁目北 | 003-0025 |
| 本郷通1丁目南～13丁目南 | 003-0024 |

## 主な施設等

### 行政
- 白石区役所（2016年12月7日に白石駅付近に移転）
- 白石区民センター（同区役所に同じ）

### 商業施設
- 本郷通商店街

## 教育

### 中学校
- 市立（本郷通地区が学区に含まれる学校も記載）
  - 札幌市立白石中学校（本郷通6丁目南）
  - 札幌市立東白石中学校（南郷通15丁目北）

### 小学校
- 市立（本郷通地区が学区に含まれる学校も記載）
  - 札幌市立南郷小学校（本郷通4丁目南）
  - 札幌市立白石小学校（本通1丁目北）
  - 札幌市立本郷小学校（南郷通10丁目南）
  - 札幌市立東白石小学校（本通14丁目南）

### 幼稚園
- 私立
  - 学校法人早坂学園幌東幼稚園（本郷通3丁目北）
  - 学校法人大藤学園本郷幼稚園（本郷通6丁目南）

### その他
- 南郷小ミニ児童会館（南郷小学校内）

### 交通機関
- 札幌市営地下鉄東西線 白石駅、南郷7丁目駅、南郷13丁目駅